# Гора Рихтгофена
Гора Рихтгофена — гора на северо-западе острова Алджер архипелага Земля Франца-Иосифа. Административно принадлежит Приморскому району Архангельской области России.
Является второй по высоте вершиной острова. Северный и западный склоны горы спускаются прямо в Баренцево море. С восточной стороны берёт начало небольшой ледник.

## Топографические карты
- Лист карты U-40-XXXI,XXXII,XXXIII остров Мак-Клинтока. Масштаб: 1 : 200 000. Издание 1971 г.